# سيا ياماغوتشي
سيا ياماغوتشي (باليابانية: 山口 聖矢) (2 سبتمبر 1993 في كاناغاوا في اليابان – )؛ هو لاعب كرة قدم كان يلعب كمدافع.

## وصلات خارجية
- سيا ياماغوتشي على موقع رابطة كرة القدم اليابانية للمحترفين (اليابانية)
- سيا ياماغوتشي على موقع Soccerway.com (الإنجليزية)